# Stema Madagascarului

Stema Madagascarului

Stema Madagascarului este de formă circulară, având alb, galben, roșu și verde drept culori de bază, culori ce aparțineau tradițional vechii monarhii a regatului Merina (alb și roșu) combinate cu culorile pandemice tradiționale africane prezente în multe din simbolurile continentului care este leagăn al omenirii (galben, roșu, verde, negru). Înscrisurile sunt realizate în negru, iar auriul este folosit ca modalitate de sugerare a unor raze. Fondul general al stemei este de culoare galbenă, iar restul designului stemei folosește predominant culorile roșu și verde. Culorile stemei Madagascarului sunt mai numeroase decât ale steagului țării care folosește doar alb, roșu și verde. 
În centrul stemei, într-un cerc alb, colorat în roșu, se găsește conturul țării insulare a Madagascarului și al insulelor ce aparțin acesteia. Cercul ce conține simbolic țara este susținut de coarnele prelungi ale unui cap de bivol african, ce este văzut frontal, simbol al forței și persistenței, care aparține uneia din speciile care sunt crescute pe insulă. În spatele capului de bivol, pierzându-se la orizontul care se termină în apropierea cercului alb central, se află o rețea infinită de pătrate și dreptunghiuri, ce sugerează mărimea insulei, a patra ca mărime în lume.
Din cercul central emanează 15 raze care diverg în partea superioară a stemei, aranjate simetric față de o axă verticală. Cele 15 "raze" constituie două grupuri distincte care alternează, opt dintre ele sunt aurii, iar celelalte șapte sunt verzi. Cele opt raze aurii sunt alcătuite din două dreptunghiuri foarte lungi, cele mai late fiind situate pe cerc. Cele șapte raze verzi sunt de forma unor trapeze isocele cu înălțimea foarte lungă în raport cu cele două baze, orientate cu bazele lor mici spre cercul alb central și bazele mari spre exteriorul stemei. Axele verticale de simetrie ale celor șapte trapeze sunt reprezentate, tăind trapezele în două, având exact aceeași culoare galbenă ca a fondului.
De jur împrejurul stemei, situate simetric pe marginea sa exterioară inferioară, colorate în verde continuu, se găsesc două crengi curbate de-a lungul circumferinței, fiecare conținând câte 29 de frunze, aranjate în câte 14 perechi și căte o frunză în vârful ramurilor. Ramurile se întind până aproape la intersecția cu diametrul orizontal al stemei. Ramurile par a crește dintr-un sector de cerc de culoare albă, situat la baza stemei, pe care se găsește scris cu litere negre deviza națională, Tanindrazana, Fahafahana, Fandrosoana, ceea se traduce din malgașă în română, Pământul Strămoșilor, Libertate, Progres.
În partea superioară a stemei, relativ simetric cu ramurile din partea inferioară, se găsește scrisă cu litere majuscule de culoare neagră, REPOBLIKAN'I MADAGASIKARA, numele oficial al țării, Republica Madagascar.